# Melanitis ansorgei
Melanitis ansorgei är en fjärilsart som beskrevs av Rothschild 1904. Melanitis ansorgei ingår i släktet Melanitis och familjen praktfjärilar. Inga underarter finns listade i Catalogue of Life.